# Grand Prix Ázerbájdžánu 2022
Grand Prix Ázerbájdžánu 2022 (oficiálně Formula 1 Azerbaijan Grand Prix 2022) se jela na okruhu Baku City Circuit v Ázerbájdžánu dne 12. června 2022. Závod byl osmým v pořadí v sezóně 2022 šampionátu Formule 1.

## Kvalifikace
| Poř.                       | No. | Jezdec           | Konstruktér           | Časy v kvalifikaci | Časy v kvalifikaci | Časy v kvalifikaci | Pořadí na startu |
| Poř.                       | No. | Jezdec           | Konstruktér           | Q1                 | Q2                 | Q3                 | Pořadí na startu |
| -------------------------- | --- | ---------------- | --------------------- | ------------------ | ------------------ | ------------------ | ---------------- |
| 1                          | 16  | Charles Leclerc  | Ferrari               | 1:42.865           | 1:42.046           | 1:41.359           | 1                |
| 2                          | 11  | Sergio Pérez     | Red Bull Racing-RBPT  | 1:42.733           | 1:41.955           | 1:41.641           | 2                |
| 3                          | 1   | Max Verstappen   | Red Bull Racing-RBPT  | 1:42.722           | 1:42.227           | 1:41.706           | 3                |
| 4                          | 55  | Carlos Sainz Jr. | Ferrari               | 1:42.957           | 1:42.088           | 1:41.814           | 4                |
| 5                          | 63  | George Russell   | Mercedes              | 1:43.754           | 1:43.281           | 1:42.712           | 5                |
| 6                          | 10  | Pierre Gasly     | AlphaTauri-RBPT       | 1:43.268           | 1:43.129           | 1:42.845           | 6                |
| 7                          | 44  | Lewis Hamilton   | Mercedes              | 1:43.939           | 1:43.182           | 1:42.924           | 7                |
| 8                          | 22  | Júki Cunoda      | AlphaTauri-RBPT       | 1:43.595           | 1:43.376           | 1:43.056           | 8                |
| 9                          | 5   | Sebastian Vettel | Aston Martin-Mercedes | 1:43.279           | 1:43.268           | 1:43.091           | 9                |
| 10                         | 14  | Fernando Alonso  | Alpine-Renault        | 1:44.083           | 1:43.360           | 1:43.173           | 10               |
| 11                         | 4   | Lando Norris     | McLaren-Mercedes      | 1:44.237           | 1:43.398           |                    | 11               |
| 12                         | 3   | Daniel Ricciardo | McLaren-Mercedes      | 1:44.437           | 1:43.574           |                    | 12               |
| 13                         | 31  | Esteban Ocon     | Alpine-Renault        | 1:43.903           | 1:43.585           |                    | 13               |
| 14                         | 24  | Čou Kuan-jü      | Alfa Romeo-Ferrari    | 1:43.777           | 1:43.790           |                    | 14               |
| 15                         | 77  | Valtteri Bottas  | Alfa Romeo-Ferrari    | 1:44.478           | 1:44.444           |                    | 15               |
| 16                         | 20  | Kevin Magnussen  | Haas-Ferrari          | 1:44.643           |                    |                    | 16               |
| 17                         | 23  | Alexander Albon  | Williams-Mercedes     | 1:44.719           |                    |                    | 17               |
| 18                         | 6   | Nicholas Latifi  | Williams-Mercedes     | 1:45.367           |                    |                    | 18               |
| 19                         | 18  | Lance Stroll     | Aston Martin-Mercedes | 1:45.371           |                    |                    | 19               |
| 20                         | 47  | Mick Schumacher  | Haas-Ferrari          | 1:45.775           |                    |                    | 20               |
| 107% času vítěze: 1:49.912 |     |                  |                       |                    |                    |                    |                  |
| Zdroj:                     |     |                  |                       |                    |                    |                    |                  |

## Závod
| Poř.                                                                  | No. | Jezdec           | Konstruktér           | Počet kol | Čas/Odstoupení | Pořadí na startu | Body |
| --------------------------------------------------------------------- | --- | ---------------- | --------------------- | --------- | -------------- | ---------------- | ---- |
| 1                                                                     | 1   | Max Verstappen   | Red Bull Racing-RBPT  | 51        | 1:34:05.941    | 3                | 25   |
| 2                                                                     | 11  | Sergio Pérez     | Red Bull Racing-RBPT  | 51        | +20.823        | 2                | 19   |
| 3                                                                     | 63  | George Russell   | Mercedes              | 51        | +45.995        | 5                | 15   |
| 4                                                                     | 44  | Lewis Hamilton   | Mercedes              | 51        | +1:11.679      | 7                | 12   |
| 5                                                                     | 10  | Pierre Gasly     | AlphaTauri-RBPT       | 51        | +1:17.299      | 6                | 10   |
| 6                                                                     | 5   | Sebastian Vettel | Aston Martin-Mercedes | 51        | +1:24.099      | 9                | 8    |
| 7                                                                     | 14  | Fernando Alonso  | Alpine-Renault        | 51        | +1:28.596      | 10               | 6    |
| 8                                                                     | 3   | Daniel Ricciardo | McLaren-Mercedes      | 51        | +1:32.207      | 12               | 4    |
| 9                                                                     | 4   | Lando Norris     | McLaren-Mercedes      | 51        | +1:32.556      | 11               | 2    |
| 10                                                                    | 31  | Esteban Ocon     | Alpine-Renault        | 51        | +1:48.184      | 13               | 1    |
| 11                                                                    | 77  | Valtteri Bottas  | Alfa Romeo-Ferrari    | 50        | +1 kolo        | 15               |      |
| 12                                                                    | 23  | Alexander Albon  | Williams-Mercedes     | 50        | +1 kolo        | 17               |      |
| 13                                                                    | 22  | Júki Cunoda      | AlphaTauri-RBPT       | 50        | +1 kolo        | 8                |      |
| 14                                                                    | 47  | Mick Schumacher  | Haas-Ferrari          | 50        | +1 kolo        | 20               |      |
| 15                                                                    | 6   | Nicholas Latifi  | Williams-Mercedes     | 50        | +1 kolo        | 18               |      |
| 16                                                                    | 18  | Lance Stroll     | Aston Martin-Mercedes | 46        | Vibrace        | 19               |      |
| Ret                                                                   | 20  | Kevin Magnussen  | Haas-Ferrari          | 31        | Motor          | 16               |      |
| Ret                                                                   | 24  | Čou Kuan-jü      | Alfa Romeo-Ferrari    | 23        | Hydraulika     | 14               |      |
| Ret                                                                   | 16  | Charles Leclerc  | Ferrari               | 21        | Motor          | 1                |      |
| Ret                                                                   | 55  | Carlos Sainz Jr. | Ferrari               | 8         | Hydraulika     | 4                |      |
| Nejrychlejší kolo: Sergio Pérez (Red Bull-RBPT) – 1:46.046 (36. kolo) |     |                  |                       |           |                |                  |      |
| Zdroj:                                                                |     |                  |                       |           |                |                  |      |

Poznámky
1. ↑  Včetně bodu navíc za nejrychlejší kolo.
2. ↑  Nicholas Latifi obdržel penalizaci 5 sekund za ignorování modrých vlajek, trest ale neovlivnil jeho konečné umístění.
3. ↑  Lance Stroll odstoupil ze závodu, ale byl klasifikován, protože odjel více než 90 % délky závodu.

## Průběžné pořadí po závodě

### Pohár jezdců
|        | Pořadí | Jezdec           | Body |
| ------ | ------ | ---------------- | ---- |
|        | 1      | Max Verstappen   | 150  |
| 1      | 2      | Sergio Pérez     | 129  |
| 1      | 3      | Charles Leclerc  | 116  |
|        | 4      | George Russell   | 99   |
|        | 5      | Carlos Sainz Jr. | 83   |
| Zdroj: |        |                  |      |

### Pohár konstruktérů
|        | Pořadí | Konstruktér          | Body |
| ------ | ------ | -------------------- | ---- |
|        | 1      | Red Bull Racing-RBPT | 279  |
|        | 2      | Ferrari              | 199  |
|        | 3      | Mercedes             | 161  |
|        | 4      | McLaren-Mercedes     | 65   |
| 1      | 5      | Alpine-Renault       | 47   |
| Zdroj: |        |                      |      |